# 索法拉省
索法拉省（葡文：Província de Sofala）是莫桑比克11省之一，首府贝拉。
《明史》称：“又有国曰比剌，曰孙剌。郑和亦尝裔敕往赐。以去中华绝远，二国贡使竟不至。”文中提到的“孙剌”可能指今日的索法拉。
19°00′S 34°45′E / 19°S 34.75°E
1. ↑  . hdi.globaldatalab.org.   [2018-09-13] （英语）.